# توماس جونسون (دراج)
توماس جونسون (بالإنجليزية: Thomas Johnson)‏ كان دراج إنجليزي. سبق أن شارك في دورة الألعاب الأولمبية الصيفية وفاز بميدالية أولمبية.

## الميداليات
| الميدالية | المسابقة                       |
| --------- | ------------------------------ |
| فضية      | الألعاب الأولمبية الصيفية 1908 |
| فضية      | الألعاب الأولمبية الصيفية 1920 |
| فضية      | الألعاب الأولمبية الصيفية 1920 |

## روابط خارجية
- توماس جونسون على موقع أرشيف الدراجات (الإنجليزية)
- توماس جونسون على موقع أوليمبيديا (الإنجليزية)
- توماس جونسون على موقع اللجنة الأولمبية البريطانية (الإنجليزية)